# Hutberg (Kamenz)
Der Hutberg (obersorbisch Pastwina hora) ist ein 293,5 m ü. NHN hoher Berg und ein beliebtes Ausflugsziel am Rande des Stadtgebietes der sächsischen Kleinstadt Kamenz.

## Bergpark
Der für eine Kleinstadt sehr weiträumige und großzügige Bergpark wurde 1893 von Wilhelm Weisse als städtische Parkanlage angelegt. Berühmt ist er wegen seiner vielen verschiedenen Koniferenarten sowie der großen Anzahl von Rhododendren und Azaleen, die alljährlich um Pfingsten in vielen verschiedenen Farben blühen und viele Besucher und Touristen anlocken.

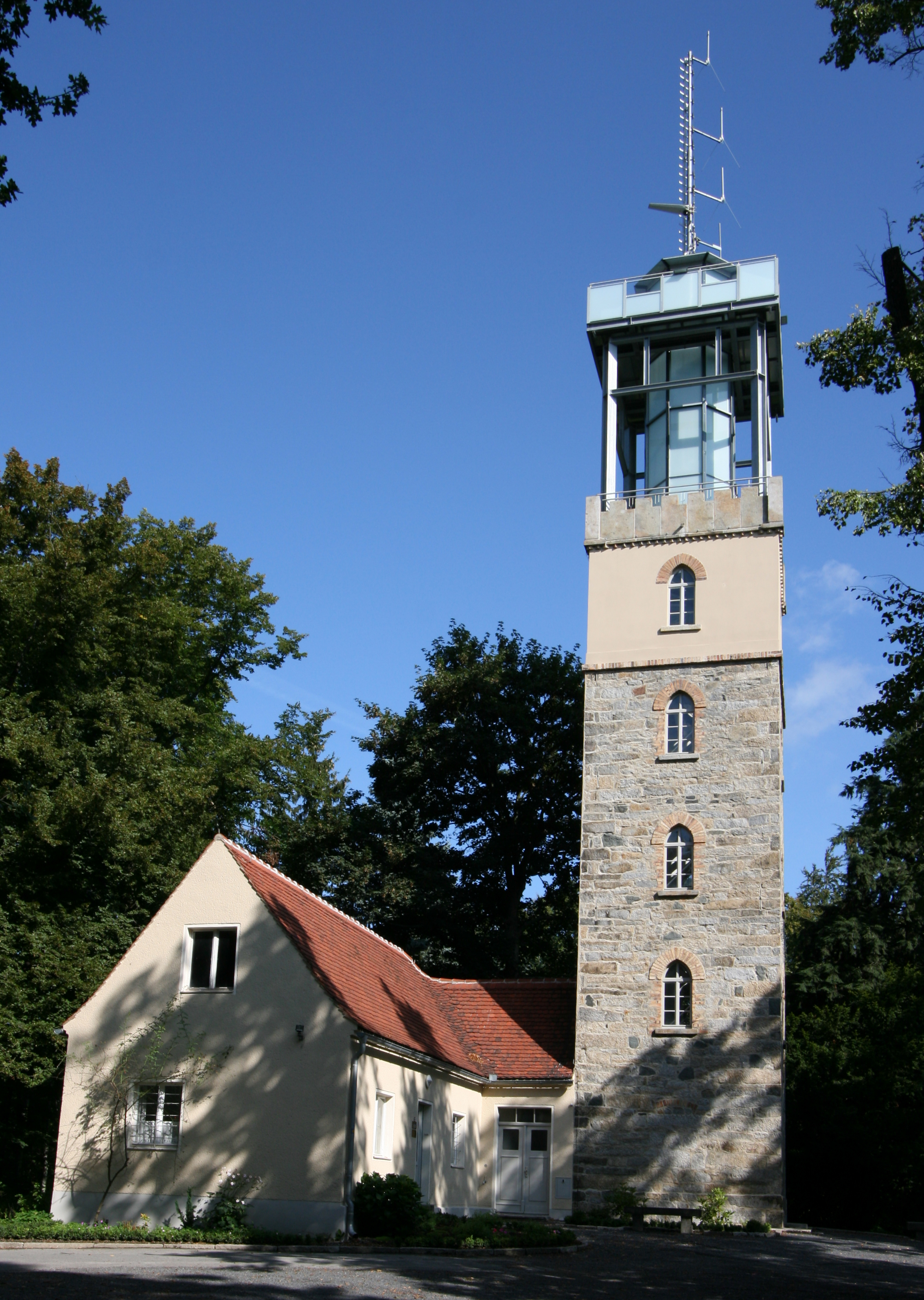
Lessingturm auf dem Hutberg nach dem 2010 erfolgten Umbau

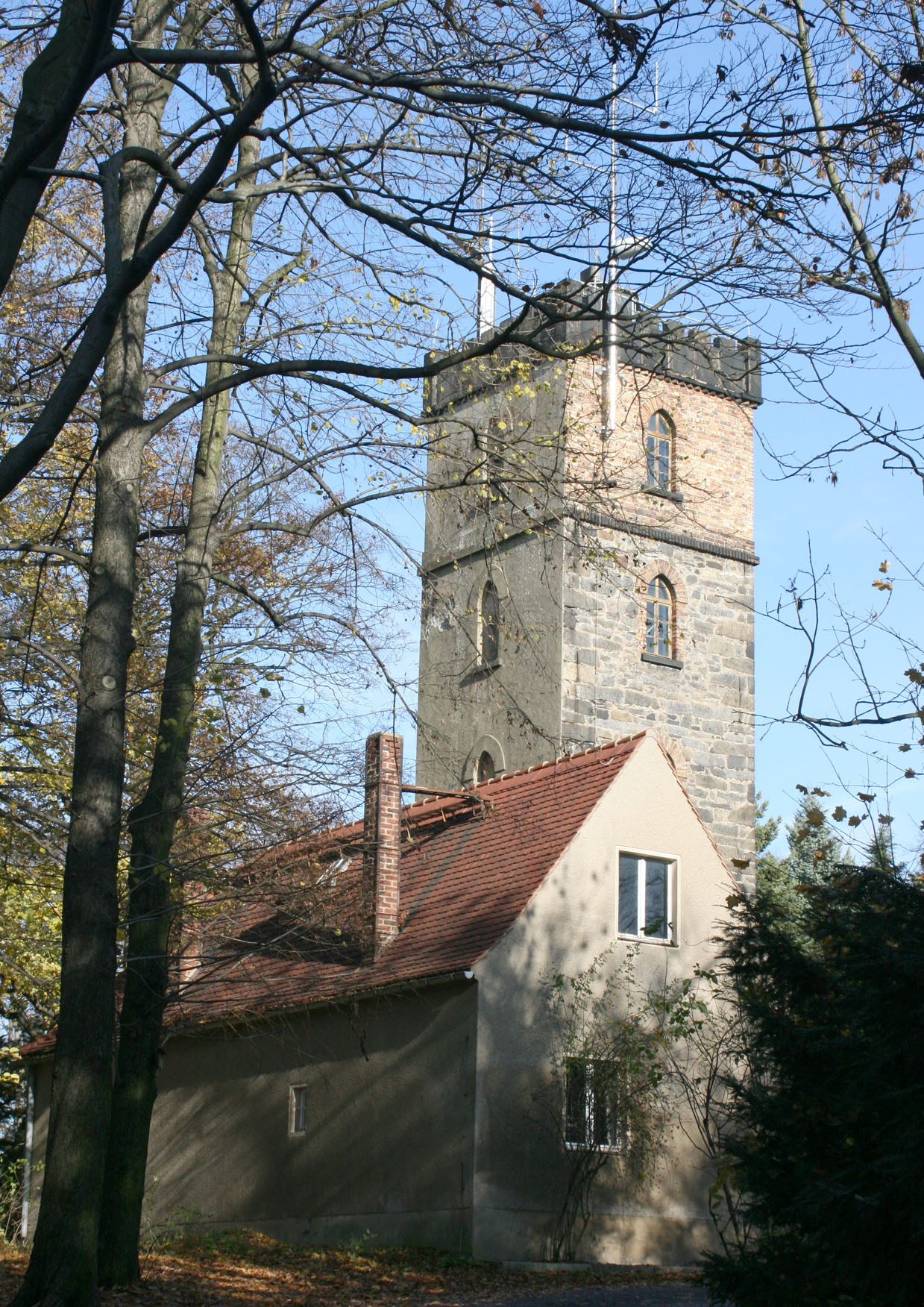
Lessingturm auf dem Hutberg vor dem Umbau

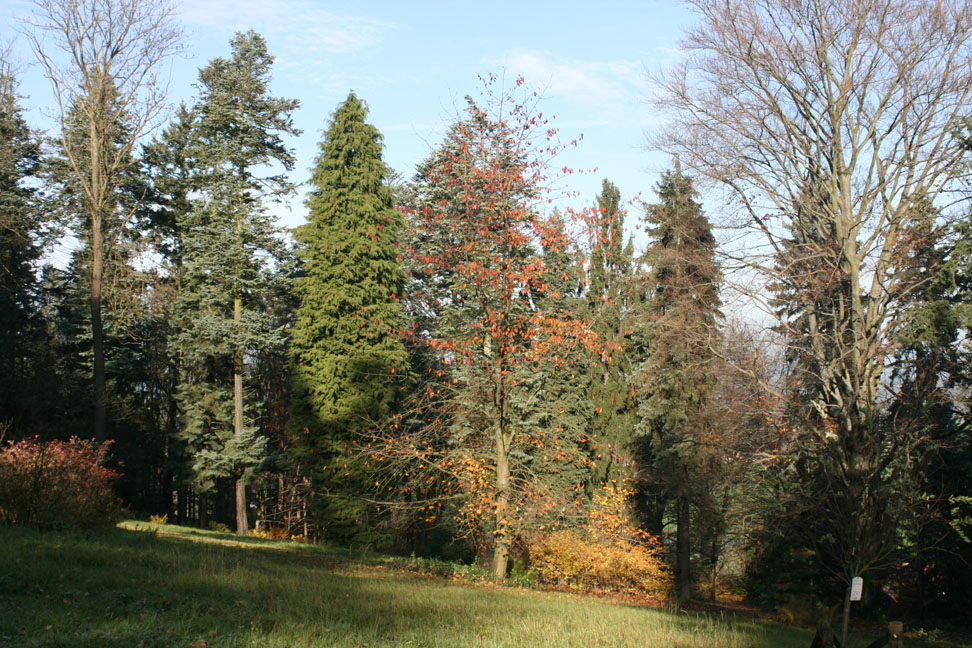
Wilhelm Weisse bepflanzte den Hutberg mit vielen fremdländischen Gehölzen, unter anderem mit Koniferen

Im Zentrum der Parkanlage, gleichsam auf der Spitze des Berges, befinden sich der 24 m hohe Lessingturm, der 1864 erbaut wurde, und die Hutberggaststätte. Von dort hat man einen guten Ausblick auf die Stadt sowie über die Hügelketten der Westlausitz im Westen und Süden und den flachen Teichlandschaften im Norden. Hinter dem Turm (in westlicher Richtung) wird der Park waldähnlicher und „wilder“, wobei in den letzten Jahren dieser stärker gartenbautechnisch mit neu gestalteten Wegen erschlossen wurde.

## Geschichte
Bis Ende des 19. Jahrhunderts war der Berg nahezu vollständig entwaldet. Alte Bilder der Stadt zeigen ihn, bis auf Reihenbüsche auf der Südseite (wo auch heute noch vorwiegend Obstbäume stehen) vollständig kahl. Er wurde als städtische Hüteweide genutzt, daher auch der Name (siehe Hutberg).

## Baugeschehen am Hutberg
1836 entwickelten sich Aktivitäten, das Gelände um einige Bauwerke zu ergänzen. Träger des Baugeschehens war eine zu diesem Zwecke gegründete Gesellschaft, die das Baugelände vom Stadtrat zur Verfügung gestellt bekam. Zunächst sollte ein Aussichtsturm errichtet werden. Aber erst 1852 kam der Bau richtig zum Laufen, da ein verheerender Brand 1842 alles zunächst ins Stocken brachte.

### Lessingturm
Mit dem „Komitee zur Errichtung eines Lessingturmes“ im Jahre 1858 sollte es dann richtig losgehen. Reichliche Spenden sorgten für die finanzielle Absicherung des Projektes. So wurde am 30. März 1864 der Grundstein für den Turm gelegt. Am 21. August 1864 konnten schon Tausende von Menschen auf dem Gipfel die Turmweihe des 18 m hohen Aussichtsturms mit Ehrenschüssen erleben. Das dazugehörige Schankgebäude erwies sich bald als zu klein und wurde dreißig Jahre später im Jahr 1895 von April bis September erweitert. So entstand aus dem Schankgebäude das Hutberghotel. Doch 1929 musste es nochmals erweitert werden und erhielt dann die Form, wie es heute zu sehen ist. Nachdem im Laufe der Jahre die Bäume um den Turm immer höher gewachsen waren, wurde dieser 2010 mit einem 6 m hohen Aufsatz auf 24 m erhöht.
Auf dem Hutberg befindet sich die Station 66 der Königlich-Sächsischen Triangulation

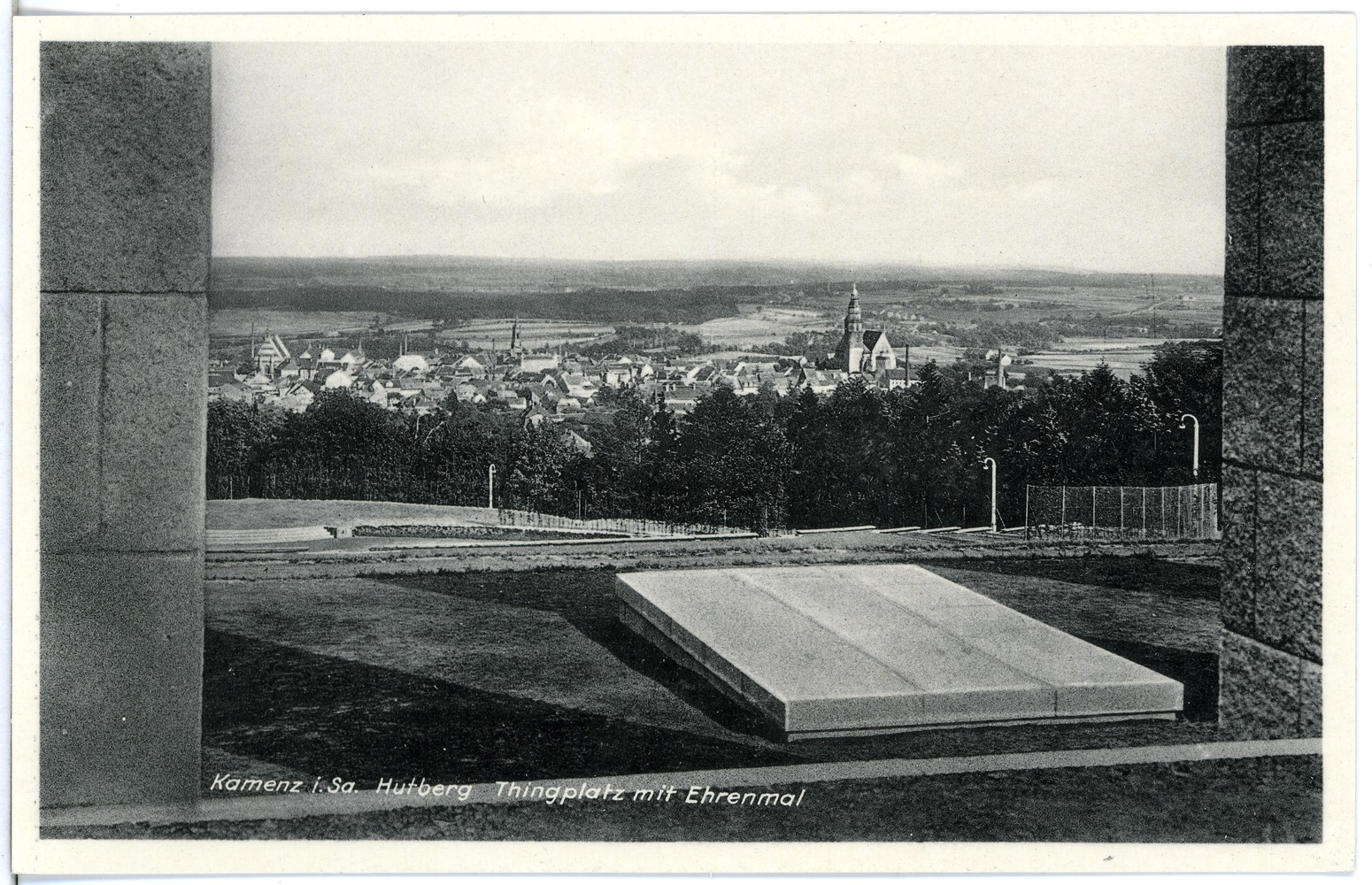
Vom Bildhauer Friedrich Gotthelf Peschel entworfene, nicht mehr vorhandene Tafel zwischen zwei der fünf Säulen des damaligen Thingplatzes

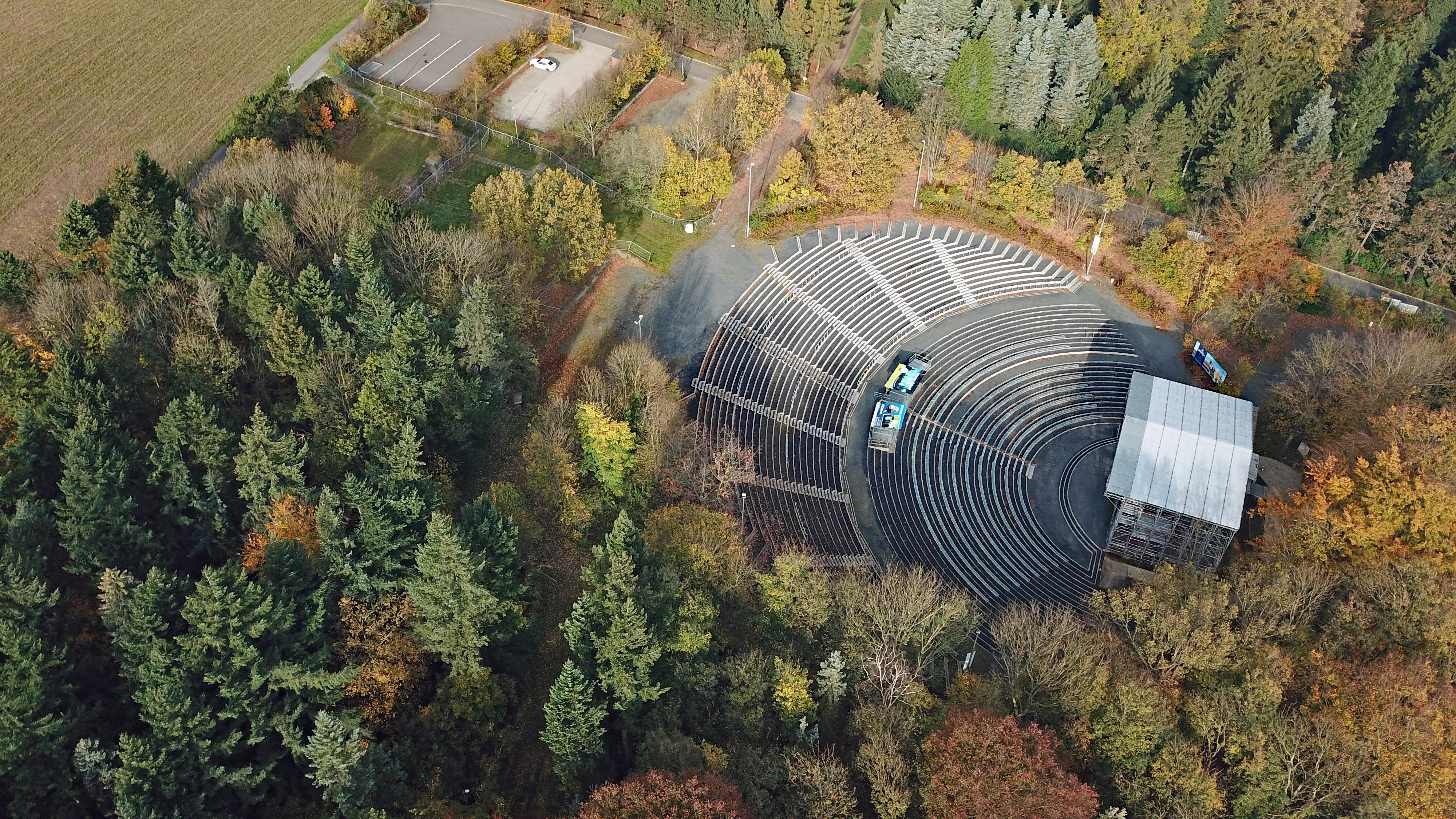
Thingplatz, jetzt Hutbergbühne (links oben erkennt man die Reste von drei der fünf Säulen)

### Hutbergbühne
Ein ehemaliger Thingplatz in Kamenz, erbaut in der Zeit des Nationalsozialismus auf der Südseite nahe der Kuppe der Parkanlage zu Ehren der Gefallenen des Ersten Weltkriegs und für Aufmärsche. Schon am 22. März 1933 setzte der Kamenzer Stadtrat einen vorbereitenden Ausschuss ein, der Fragen zum Standort, zur Ausführung und zur Finanzierung klären sollte. An dem im November 1933 begonnenen Ideenwettbewerb nahmen 166 Entwürfe teil. Auf dem zweiten Platz landete der Dresdner Architekt Paul Weiße. Er sah einen Platz vor, der von drei miteinander verbundenen Säulen eingerahmt ist. Er wurde aufgefordert, seinen Entwurf zu überarbeiten, was schließlich unter starkem Einfluss von Ludwig Moshamer geschah. Die nun fünf in einer Linie gereihten Säulen sollten „gleich mächtigen Schwurfingern gegen den Himmel“ die Kriegsjahre 1914 bis 1918 symbolisieren. Die Bauleitung übernahm der Oberstadtbaumeister Stäglich, die oberste Bauausführung die in Kamenz ansässige Baufirma Reif. Spatenstich war am 10. März 1934, Eröffnung am 1. und 2. Juni 1935 und 1937 war die Anlage weitgehend fertiggestellt.
Das Denkmal wurde nach Ende des Zweiten Weltkriegs weitgehend entfernt. Die nie ganz fertiggestellte Anlage des ehemaligen Thingplatzes stellt heute eine der größten Freilichtbühnen Sachsens dar und erfreut sich als Hutbergbühne großer Beliebtheit. Bereits zu DDR-Zeiten wurde die Bühne für Theater-, Musik- und andere Kulturveranstaltungen genutzt.
Nach der Wiedervereinigung um eine überdachte Bühne ergänzt, wird die Hutbergbühne seitdem als Veranstaltungsort für verschiedene Musikveranstaltungen genutzt. So traten zum Beispiel Joe Cocker, Deep Purple, Lynyrd Skynyrd, Jethro Tull, Status Quo, Howard Carpendale, Helene Fischer, Matthias Reim und Roland Kaiser auf. Zur Tradition waren die Pfingstkonzerte der Puhdys geworden, die seit den 1990er Jahren bis 2015 jedes Jahr am Sonnabend vor Pfingsten auf der Hutbergbühne spielten.